# Battle Mountain Airport

i7
i11
i13
Der Battle Mountain Airport (auch bekannt als Lander County Airport, IATA-Code: BAM, ICAO-Code: KBAM) ist ein öffentlicher Flugplatz im Lander County im US-Bundesstaat Nevada. Er liegt etwa 5 Kilometer südöstlich von Battle Mountain und wird vom Lander County betrieben. Der Flugplatz dient hauptsächlich der allgemeinen Luftfahrt und beherbergt Einrichtungen zur Brandbekämpfung.

## Geschichte
Der Flugplatz wurde um 1942 von den United States Army Air Forces als Battle Mountain Flight Strip errichtet. Er diente als Notlandefeld für Militärflugzeuge der Reno Army Air Base während Trainingsflügen im Zweiten Weltkrieg. Nach Kriegsende wurde der Flugplatz durch die War Assets Administration an die lokale Regierung übergeben.

## Einrichtungen
Der Flugplatz erstreckt sich über eine Fläche von etwa 431 Hektar und verfügt über zwei Start- und Landebahnen sowie zwei Hubschrauberlandeplätze:
- Start- und Landebahn 12/30: 2225 m lang, Asphaltbelag
- Start- und Landebahn 3/21: 2225 m lang, Asphaltbelag
- Hubschrauberlandeplatz H1: 18 × 18 m, Beton
- Hubschrauberlandeplatz H2: 18 × 18 m, Beton

## Nutzung
Der Flugplatz beherbergt die Battle Mountain Air Attack Base, die vom Bureau of Land Management betrieben wird. Diese Einrichtung stellt Luftunterstützung für die Brandbekämpfung in Nord-Nevada bereit.

## Kultur
Der Flugplatz diente als Schauplatz im Techno-Thriller-Roman Battle Born des amerikanischen Autors Dale Brown.